# Shen Zhou
Shen Zhou (沈周T, Shěn ZhōuP; Xiangcheng, 1427 – 1509) è stato un pittore e poeta cinese.
Appartenne ad una famiglia ricca e agiata in quanto percettori delle tasse nella regione di Suzhou, non ebbe mai bisogno di lavorare per guadagnarsi da vivere e non ebbe nemmeno padroni che gli commissionassero opere, ma dipinse liberamente secondo le sue concezioni artistiche.
Fu caposcuola della corrente pittorica che va sotto il nome di Scuola di Wu, dalla denominazione del distretto omonimo dove nacque.
Oltre a subire l'influenza dei maestri Wen ren hua (= "pittura dei letterati") del periodo dei Song Settentrionali, seguì le orme di membri della sua famiglia, fra i quali, soprattutto, quelle di suo zio Shen Chen e del grande maestro Lin Chuen, la qual cosa fa di lui un nuovo interprete dello stile dei quattro grandi maestri Yuan, in particolare di Ni Zan e di Wang Meng, più che un discendente diretto.
La sua produzione fu eccezionalmente feconda, anche perché fin dalla prima giovinezza si dedicò completamente alla pittura e allo studio delle opere degli antichi maestri. Tra le sue prime opere originali si ricorda il Paesaggio, del 1464, che rivela un tocco raffinato, preciso e contenuto. Successivamente il suo stile si fa più vivo e movimentato, per cui entra nel novero del grandi maestri Yuan.
Dai suoi concittadini fu considerato un grande pittore finché visse, soprattutto perché in lui si incarnava nuovamente, dopo un lunghissimo periodo, il prototipo dell'autentico letterario, dopo la sua morte, forse oltre le sue vere abilità. In realtà Chen fu grande artista solo nell'ambito della sua epoca, giacché la sua opera di imitatore non regge al confronto coi maestri che lo precedettero. Ciò nonostante, riprendendo i temi dei suoi predecessori, crea una propria originalità più di quanto fecero molti dei suoi contemporanei.
Molti dei suoi lavori furono eseguiti insieme a vari amici letterati, per cui a suo nome sono ricordate anche raccolte di poesie e opere calligrafiche.